# Renzo Cerrato
Lorenzo Cerrato (* 26. Juni 1920 in Roccavignale, Provinz Savona; † 16. Oktober 2013 in Frascati, Provinz Rom) war ein italienischer Filmregisseur und -schaffender.

## Leben
Cerrato besuchte zunächst das Technische Institut für Geometrie, widmete sich aber ab 1949 in verschiedenen Aufgaben dem Kino. Ab 1958 war er Regieassistent bei u. a. William Dieterle und Carmine Gallone. 1967 ging er nach Frankreich, wo er, wiederum in verschiedenen Funktionen, mit zahlreichen Filmemachern wie Philippe de Broca, Robert Hossein und Gérard Oury zusammenarbeitete. Für einen Film um den Agenten OSS 117 führte er Ko-Regie.
Zurück in seinem Heimatland, schrieb Cerrato 1970 ein Drehbuch für einen Thriller und drehte 1971 seinen einzigen Film als alleiniger Regisseur, Violentata sulla sabbia, der beim Publikum ein kleinerer Erfolg wurde. Nach Gründung der Cerrato Compagnia Cinematografica arbeitete er auch für Fernsehstationen. Mehrere eigene Projekte für das Kino wurden allerdings nicht veröffentlicht. Im Jahr 2000 übernahm er als Schauspieler eine Rolle in Paolo Benvenutis Gostanza di Libbiano.

## Filmografie (Auswahl)
- 1971: Violentata sulla sabbia (Regie)
- 2000: Gostanza di Libbiano (Schauspieler)